# Vasperviller
 Vasperviller  es una comuna y población de Francia, en la región de Lorena, departamento de Mosela, en el distrito de Sarrebourg y cantón de Lorquin.
Su población en el censo de 1999 era de 281 habitantes.
Está integrada en la Communauté de communes du Pays des Deux Sarres .

## Demografía
| 310 | 324 | 293 | 299 | 284 | 281 |
| Para los censos de 1962 a 1999 la población legal corresponde a la población sin duplicidades (Fuente: INSEE [Consultar]) |     |     |     |     |     |